# Filipstads sparbank

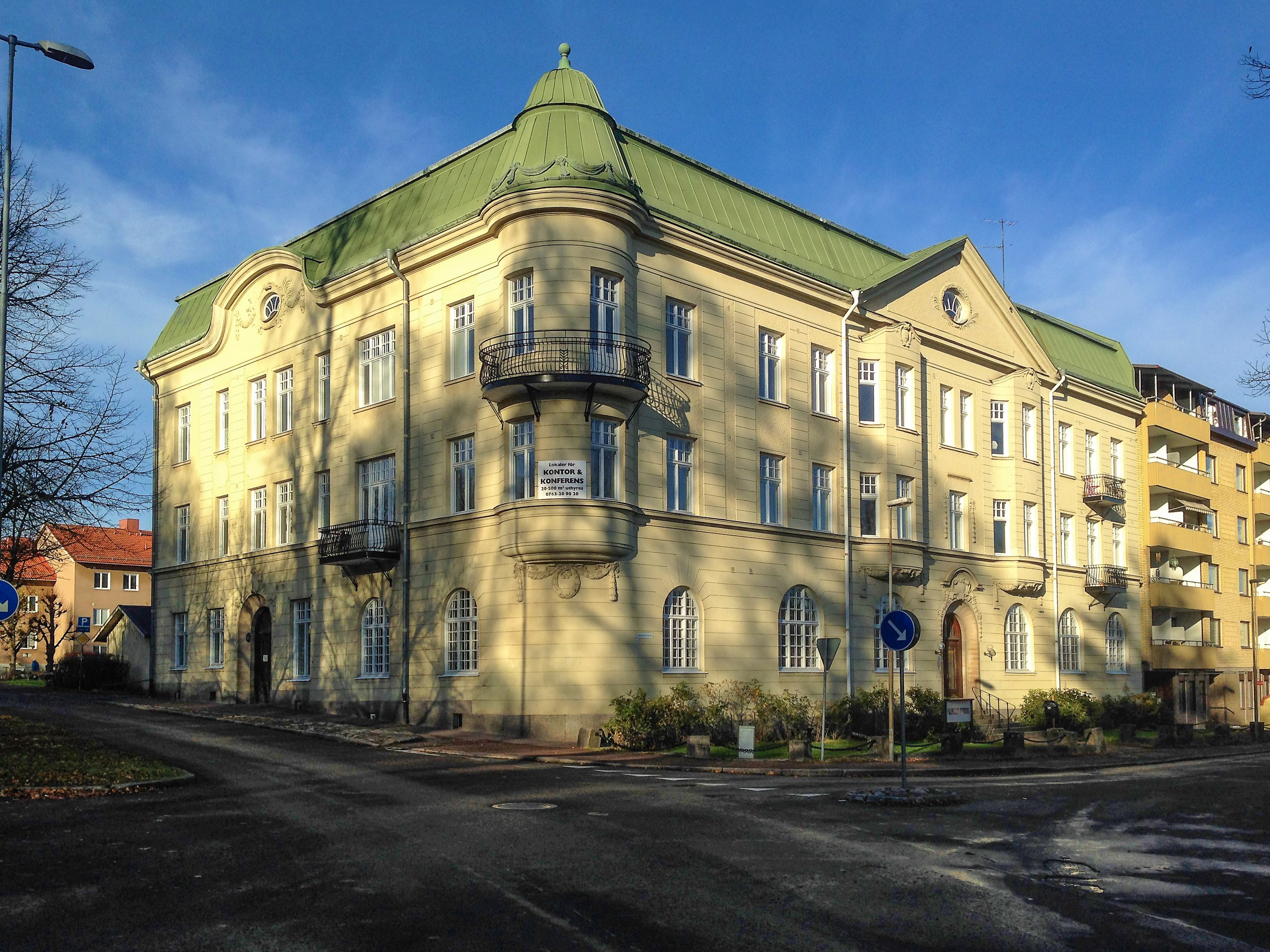
Sparbankshuset i Filipstad.

Filipstads sparbank, även Philipstads bergslagers sparbank, var en sparbank i Filipstad, grundad 1823 av Frans Adolf von Schéele.
Sparbanken var den sjätte som grundades i Sverige.